# Olympique de Marseille 1972-1973
Questa voce raccoglie le informazioni riguardanti l'Olympique de Marseille nelle competizioni ufficiali della stagione 1972-1973.

## Maglie e sponsor
Lo sponsor tecnico per la stagione 1972-1973 è Le Coq Sportif, mentre gli sponsor ufficiali sono Le Toro per il campionato e Perrier per la Coppa di Francia. Il colletto e i bordi della maglia sono dei colori della bandiera francese, per indicare la squadra campione in carica.
| Casa | Trasferta |  |

## Rosa
| N. |                    | Ruolo | Calciatore            |
| -- | ------------------ | ----- | --------------------- |
|    | Francia (bandiera) | P     | Georges Carnus        |
|    | Francia (bandiera) | P     | Gérard Gili           |
|    | Francia (bandiera) | P     | Jean-Paul Krafft      |
|    | Francia (bandiera) | D     | Bernard Bosquier      |
|    | Francia (bandiera) | D     | François Bracci       |
|    | Francia (bandiera) | D     | Rolland Courbis       |
|    | Francia (bandiera) | D     | Édouard Kula          |
|    | Francia (bandiera) | D     | Jean-Pierre Lopez     |
|    | Francia (bandiera) | D     | Marius Trésor         |
|    | Francia (bandiera) | D     | Jules Zvunka          |
|    | Francia (bandiera) | C     | Joseph Bonnel         |
|    | Francia (bandiera) | C     | Robert Buigues        |
|    | Francia (bandiera) | C     | Georges Franceschetti |

| N. |                       | Ruolo | Calciatore      |
| -- | --------------------- | ----- | --------------- |
|    | Francia (bandiera)    | C     | Gilbert Gress   |
|    | Francia (bandiera)    | C     | Roger Le Boedec |
|    | Francia (bandiera)    | C     | Daniel Leclercq |
|    | Francia (bandiera)    | C     | Jacques Novi    |
|    | Francia (bandiera)    | A     | Jacques Bonnet  |
|    | Francia (bandiera)    | A     | Ange Di Caro    |
|    | Francia (bandiera)    | A     | Albert Emon     |
|    | Mali (bandiera)       | A     | Salif Keïta     |
|    | Svezia (bandiera)     | A     | Roger Magnusson |
|    | Ungheria (bandiera)   | A     | Antal Nagy      |
|    | Francia (bandiera)    | A     | Marc Ropero     |
|    | Jugoslavia (bandiera) | A     | Josip Skoblar   |

## Risultati

### Coppa dei Campioni
| Arbitro: | Biwersi |

|            |           |  |
| Bonnel 52’ | Marcatori |  |

| Arbitro: | Stanev |

|                            |           |  |
| Bettega 4’, 37’ Haller 44’ | Marcatori |  |